# Дьявольский кэк-уок
«Дьявольский кэк-уок» (фр. Le Cake-walk infernal, 1903) — французский немой короткометражный художественный фильм Жоржа Мельеса.

## Сюжет
Сатана возвращается в ад (постепенно превращающийся в пещеру) с земли и бросает свой плащ в огонь. Он приказывает демонам и другим существам танцевать кекуок. Танцовщицы танцуют в пламени, а дьявольская танцовщица носится над их головами. Два негра приносят пирог, который разлетается на куски. Из него появляется танцор. Его руки и ноги отделяются от туловища и танцуют сами по себе. Сатана всех загоняет в огонь, а сам проваливается сквозь землю.

## Художественные особенности
- «Фильм этот показывает, что Мельес ввел в систему убыстрение темпа, идущее от номеров мюзик-холла и исполнения танца кэк-уок, который тогда был в моде. На этом убыстрении темпа, на передаче и ускорении движения будут впоследствии построены многие французские комедии.».[1]

## В ролях
Мельес, Жорж - Мефистофель